# Coucou didric
Chrysococcyx caprius
Espèce
Statut de conservation UICN

 LC  : Préoccupation mineure
Le Coucou didric (Chrysococcyx caprius) est une espèce d'oiseau de la famille des Cuculidae. C'est une espèce monotypique (non subdivisée en sous-espèces).

## Nomenclature
Son nom provient de l'afrikaans « diedrik » (d'origine imitative).

## Répartition
Son aire de répartition s'étend sur l'Afrique subsaharienne et le sud de la péninsule Arabique (il est erratique en Israël).